# Miguel Malvar

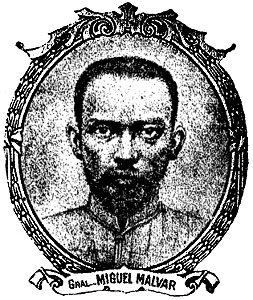
Miguel Malvar

Miguel Malvar y Carpio (27 de septiembre de 1865 – 13 de octubre de 1911) fue un militar y político filipino que sirvió en el ejército durante la Revolución filipina y posteriormente durante la guerra filipino-estadounidense.

## Revolución Filipina
A Malvar se le conoce como un "Katipunero original" puesto que entró al partido Katipunan antes de iniciarse la revolución Filipina. En agosto de 1896 Malvar fue promovido por sus notables habilidades de liderazgo, por lo cual pasó de dirigir un grupo de aproximadamente 70 hombres, a ser el comandante de las Fuerzas Revolucionarias en la Provincia de Batangas.
Como Comandante Militar, coordinó ofensivas junto con el general Emilio Aguinaldo, líder de los revolucionarios en Cavite, y el General Paciano Rizal, líder de los revolucionarios en Laguna. El 6 de enero de 1898 terminó el conflicto, que dejó como resultado la expulsión de los españoles de Filipinas.

## Guerra Filipino-estadounidense
Como consecuencia de la Guerra Hispano-estadounidense, Estados Unidos se había anexionado Filipinas. En un intento por impedir el nuevo proceso de colonización, ahora por parte de EE.UU, los filipinos hicieron frente a los norteamericanos, iniciando el conflicto el 4 de febrero de 1899. El 7 de febrero Malvar es nombrado segundo al mando de las Fuerzas Filipinas en el Sur de Luzón. Pero tras una seguidilla de derrotas, el Comandante de las Fuerzas Militares Filipinas, Emilio Aguinaldo, proclama la disolución del Ejército Regular Filipino el 13 de noviembre de ese mismo año, transformándolo en una guerrilla.
Después de la captura de Aguinaldo por parte del ejército estadounidense en 1901, Malvar asumió el mando del ahora llamado "Ejército de Liberación", el cual comandó hasta que finalmente se entregó el 13 de abril de 1902.

## Muerte
Tras su rendición se le permitió vivir en Manila, donde murió el 13 de octubre de 1911, a causa de una insuficiencia hepática.

## Legado

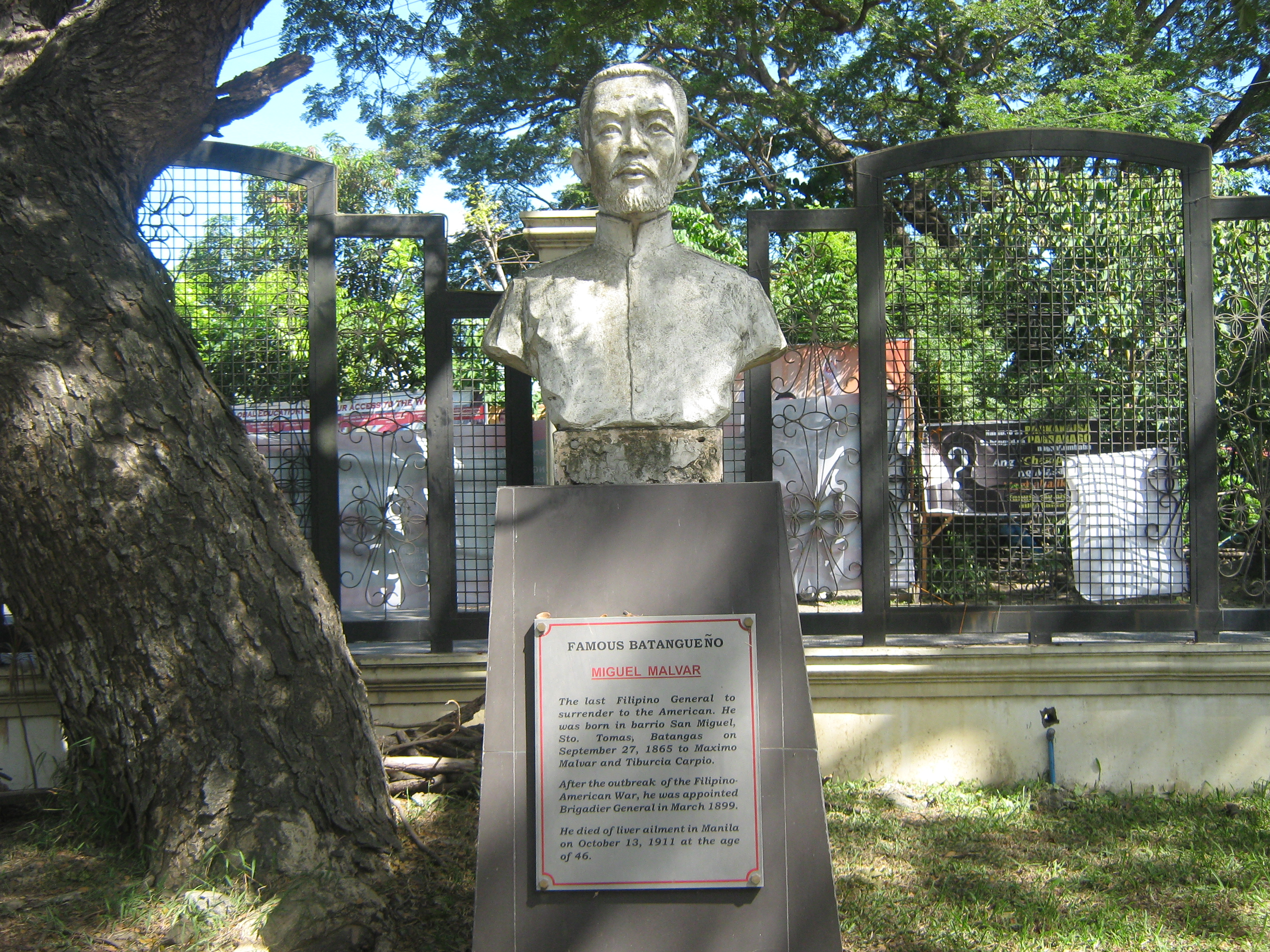
Busto de Miguel Malvar en la Ciudad de Batangas

- La Corbeta clase Miguel Malvar, es una embarcación tipo corbeta adoptada por la Armada Filipina para labores de patrullaje.
- Milla Extra Producciones llevó a cabo el Concurso de Escritura Miguel Malvar en conmemoración al 100.º aniversario de su muerte.
- Malvar, Batangas. Es un poblado filipino bautizado en su honor.